# 2239 Paracelsus
2239 Paracelsus eller 1978 RC är en asteroid i huvudbältet som upptäcktes den 13 september 1978 av den Schweiziska astronomen Paul Wild vid Observatorium Zimmerwald. Den har fått sitt namn efter den Schweiziska läkaren, alkemisten, naturfilosofen och mystikern, Paracelsus.
Asteroiden har en diameter på ungefär 33 kilometer.